# Falla
|  | Aquest article tracta sobre l'accident geològic. Vegeu-ne altres significats a «Falla (desambiguació)». |

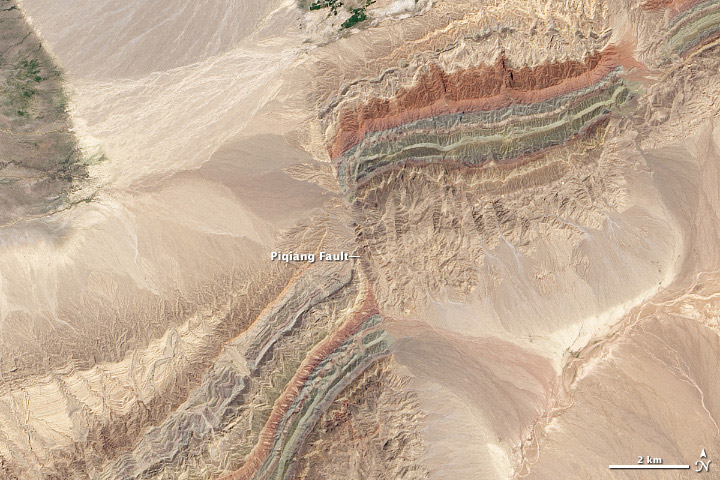
Imatge de satèl·lit d’una falla al desert de Taklamakan. Les dues crestes de colors (a la part inferior esquerra i superior dreta) solen formar una única línia contínua, però han estat separades pel moviment al llarg de la falla.

Una falla, en geologia, és una fractura o discontinuïtat a l'escorça terrestre amb moviment relatiu entre els blocs dividits per la fractura. La falla s'origina en un volum de roca o en la superfície que es trenca en dos blocs que es desplacen entre l'un i altre. Les grans falles a l'escorça de la Terra són resultat de l'acció de la força tectònica de plaques. El contacte entre les plaques genera zones de subducció o falles de transformació. L’alliberament d’energia associat al moviment ràpid en falles actives és la causa de la majoria dels terratrèmols. Les falles també es poden desplaçar a poc a poc sense necessitat de terratrèmols, per fluïment aseísmic.

Les falles ocorren actualment i han ocorregut al llarg dels temps geològics. Són esdeveniments que s'han anat acumulant i han produït desplaçaments des de mil·límetres fins a centenars de quilòmetres. Algunes falles trenquen la superfície terrestre i són fàcilment observables, mentre que altres romanen soterrades o sovint reblades per altres materials i s'anomenen falles cegues.

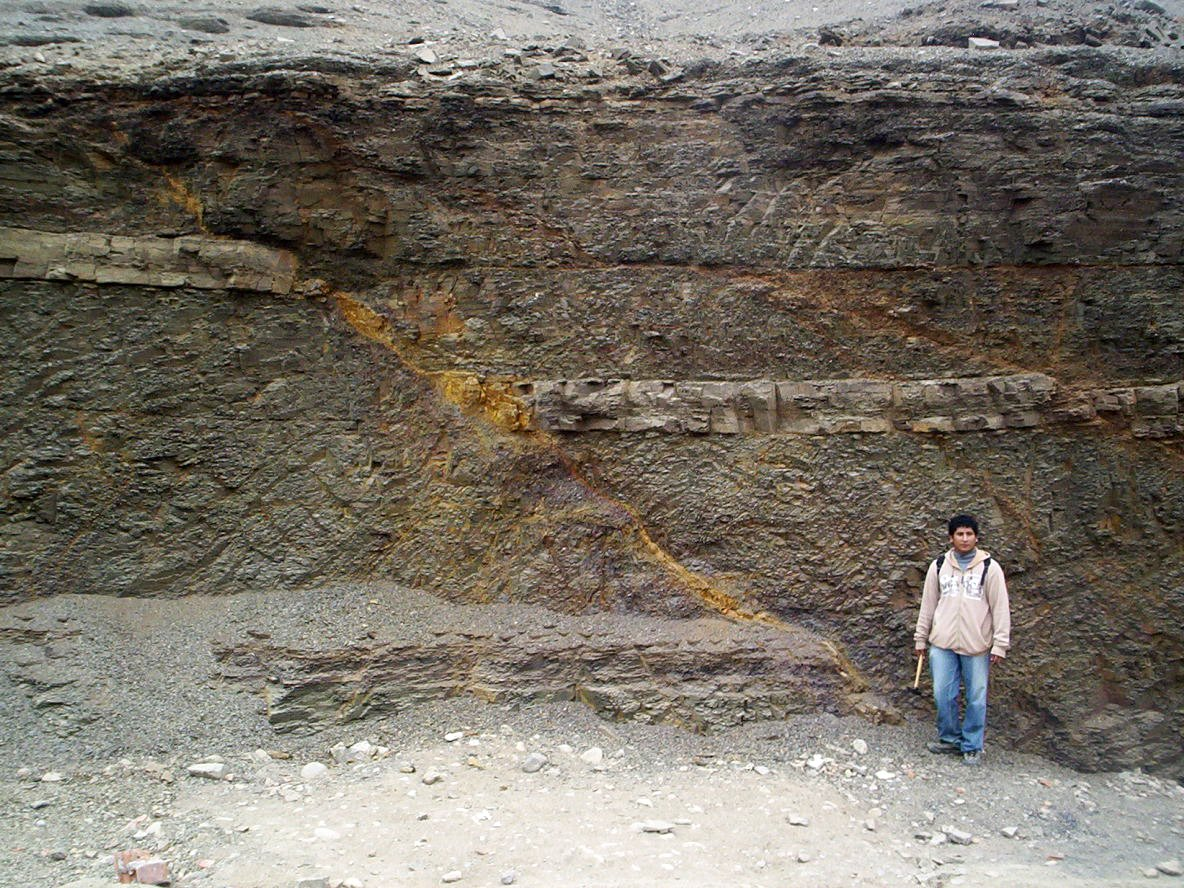
Falla normal a la formació de La Herradura, Morro Solar, Perú. La capa lleugera de roca mostra el desplaçament. Una segona falla normal és a la dreta.

### Terminologia geològica
En geologia, una fractura és un trencament d'un volum o capa de roques en dues parts que romanen estàtiques sense un moviment significatiu, mentre que una falla implica que hi hagi moviment relatiu entre els llavis de la fractura.

## Origen de les falles
Les roques suporten esforços i es deformen o es trenquen en fractures depenent de la seva rigidesa i plasticitat. La deformació o el trencament s'esdevé quan augmenta la compressió o la descompressió sobre els volums o paquets rocosos.
Sovint una massa rocosa es fractura perquè és sotmesa a esforços que actuen en direccions contraries que superen el límit d'elasticitat de la roca. Aleshores es produeix el cisallament i s'obre una superfície de separació entre els dos llavis anomenada pla de cisalla.
Una roca de composició fràgil pot fracturart-se i produir una escletxa que s'obre per esforços de tensió no compressius. Les roques menys elàstiques accepten poques deformacions, com els gresos poc cimentats i les quarsites situades als cratons que presenten grans fractures estàtiques que no es desplacen (no hi ha fallament). D'altra banda, margues, argiles i roques arenoses, més elàstiques, resisteixen el trencament i es flexen, revestint en superfície les fractures i falles existents a un nivell inferior o sòcol.
Sotmesos a pressions i esforços importants, els grans volums de roques es trenquen i es produeixen les falles, que comporten un moviment brusc i sovint sobtat. Per aquest motiu, les falles provoquen o s'associen directament als terratrèmols que, en alguns casos, suposen l'obertura d'escletxes o el desplaçament longitudinal observables en metres.

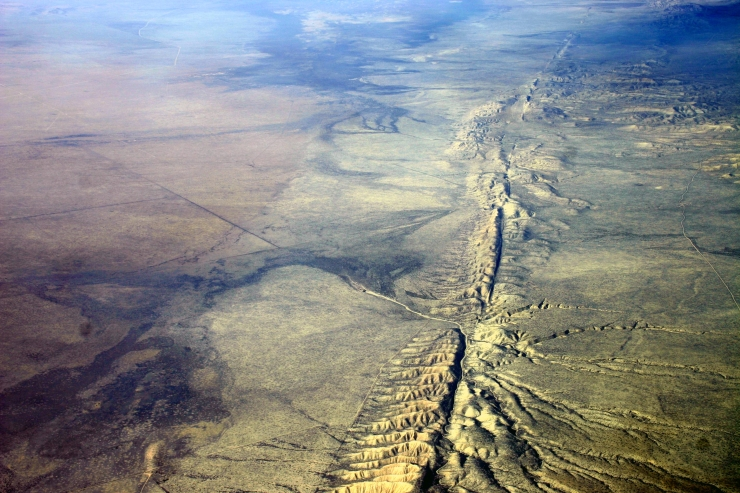
Falla de San Andrés

## Elements i parts d'una falla
- pla de falla: pla que representa la superfície de fractura d’una falla. Una traça de falla o línia de falla és un lloc on la falla es pot veure o mapar a la superfície. Una traça de falla també és la línia que es dibuixa habitualment als mapes geològics per representar una falla.[9][10]
- espill o mirall de falla: superfície de contacte en els blocs fracturats que apareix polida per la fricció.
- salt de falla: espai màxim de desplaçament vertical o horitzontal entre els blocs d'una falla.
- escarpament de falla: pendent abrupte produït en una falla en un moviment recent. Posteriorment el pendent es modifica amb l'erosió. Sovint no s'hi observa una línia o pla gaire perfecte i pot mostrar facetes o formes assimilables a triangles o trapezis de moviments anteriors.
- cabussament de falla: pla tangent en el pla de falla.
- ascla de falla: Rampa estructural entre dos plans de falles normals el final d'una de les quals s'imbrica amb el començament de l'altra.
- línia de falla: línia que es dibuixa a la superfície topogràfica interferent amb el pla de falla.[11]

## Formes i tectònica
Les falles alteren el relleu revelant les formes tectòniques en una evolució constant. A nivell global, en les grans àrees continentals de l'escorça terrestre constituïdes per cratons, les falles i grups de falles i fractures tenen una disposició romboïdal i s'anomenen liniaments.
A un nivell més pròxim hi ha formes més simples i comunes on les falles formen fractures, esglaons i escarpaments en línies connectades o desconnectades aparentment en superfície. Hi ha falles derivades que no coincideixen amb el pla de falla original resultant de fases successives de fallament i no mostren una línia ben definida. Aquestes formes simples, alhora són alterades i desdibuixades per l'erosió fluvial i les esllavissades al pla de falla.
Una zona de falles és un conjunt de falles paral·leles. No obstant això, el terme zona de falles també s'utilitza per a la zona de roca triturada i afectada al llarg d'una única falla. El moviment prolongat al llarg de falles molt espaiades pot difuminar la distinció, ja que la roca entre les falles es converteix en lents de roca lligades a falles i després es tritura progressivament.
Entre les formes complexes hi ha el fallament de gran blocs: els horsts o pilars tectònics que són blocs enlairats entre dues falles i els graben o fosses tectòniques que són la part que resta enfonsada entre dues falles de tipus normal. Allà on s'obren falles hi poden haver subsidències (esfondraments) de gran extensió. A Catalunya hi ha les fosses tectòniques o graben al Vallès-Penedès amb el hosrt o vora enlairada del Garraf-Montnegre i la de fossa tectònica de la Cerdanya amb les seves vores enlairades als Pirineus-Cadí-Moixeró.
El rift, per a molts geòlegs, s'assimila al graben (fossa tectònica o part enfonsada) mentre que per a altres el terme fa referència a les falles verticals i incisives que atanyen centenars o milers de quilòmetres i en reclamen un tractament a part. La Gran Vall del Rift (Riftt Valley) n'és l'exemple més clar a l'est de l'Àfrica i té una extensió de milers de quilòmetres. Altres rifts importants són el de la zona del llac Baikal (rift del nord de Mongòlia), el rift oceànic d'Islàndia i el centreeuropeu a la Plana del Rin (40 km).

## Tipologies
En general i pel tipus de moviment entre els blocs, el geòlegs descriuen bàsicament quatre tipus de falles: normal, inversa, transcorrent i obliqua.

### Falla normal

Tipus de falla bàsics: A: transcurrent o de lliscament; B: normal; C: inversa

El desplaçament dels blocs després de la fractura és de sentit vertical. La roca es mou cap avall en relació amb el nivell preexistent que es manté a la superfície del pla de falla. Són falles on no hi ha cavalcament.

### Falla inversa
La roca d'un dels blocs fracturats s'alça per damunt del preexistent. La roca es mou cap amunt en relació amb el nivell preexistent. Sovint el llavi del bloc inferior és reblat i recobert pel materials que es desprenen del llavi superior. Són falles amb cavalcament.

### Falla transcurrent
Els blocs fracturats es desplacen hortizontalment i paral·lelament sense que hi hagi un desplaçament vertical significatiu i es manté el mateix nivell superficial preexistent entre un i altre blocs. Aquests tipus de falla també s'anomena de lliscament, estripament, desenganxament o també de direcció.

### Falla obliqua

Esquema de falla transformant. El moviment (blau) la falla de transformació (vermell)

Els blocs es mouen entre ells combinant els moviments vertical i horitzontal. Ocurreix quan una falla normal o inversa suporta, a més a més, una tensió o esforç de cisalla. Sovint comporten alhora el recobriment del llavi del bloc inferior i el cavalcament.

## Altres tipus

### Falla transformant
Les falles transformants o de límit de transformació es produeixen en els segments de les plaques litosfèriques que creuen les dorsals i les fosses oceàniques. Hi ha un desplaçament transcurrent horitzontal entre les vores, sempre en moviment, que en creuar dorsals o fosses produeix l'obertura de falles. S'origina un seguit de falles a banda i banda de les dues vores de placa. Cada falla acaba bruscament on es connecta amb l'altre límit de placa. A banda i banda de la vora litosfèrica hi aparèixen zones d'acreció o de subsidència. Aquests tipus de falles són sísmicament actives.

## Falles i terratrèmols
Les falles sísmiques són l'origen de la majoria dels terratrèmols. L'estrès al llarg d'aquestes falles, oceàniques i/o continentals, s'allibera sobtadament i es produeix el terratrèmol. Algunes falles mantenen un grau de sismicitat major que altres. Entre les darreres en destaquen d'arreu del món com a més actives:
- Falla de San Andrés, a Amèrica del Nord (Estats Units). La falla de San Andrés ha anat evolucionant des del Terciari mitjà (28 Ma) i és el resultat del contacte de la placa oceànica del Pacífic que subdueix sota la placa continental nord-americana. És una falla de tipus transformant amb un sistema de falles complexe.[28]
- Zona de subducció de Cascadia, a Amèrica del Nord, davant la costa est del Pacífic (Canadà i Estats Units). La falla de Cascadia arriba als 1.000 km de llargària des del nord de l'illa de Vancouver fins al cap Mendocino a Califòrnia. La placa oceànica Juan de Fuca (a partir de la dorsal homònima) es mou i subdueix en direcció al continent (placa nord-americana). Pot produir terratrèmols de gran magnitud.[29]
- Zona sísmica de Nova Madrid, a la zona central de Nord-amèrica (Estats Units). La conca del Mississipí és reblada amb roques sedimentàries marines d'uns 50 a 100 Ma. a les que s'hi sobreposen sediments fluvials de fa 5 Ma. i altres capes de sorres i llims encara més recents. Els geòlegs han trobat que la liquefacció és la causa del fallament entre les diferents capes de roca que produeix els terratrèmols.[30]
- Falla de Denali a Nord-amèrica, Alaska (Canadà i Estats Units). És una falla de lliscament de 2.100 km de llarg situada al nord-oest del Canadà i Alaska. La part central de la falla, a Alaska, ha estat molt estudiada arran del terratrèmol de magnitud 7.9 de 2002 que va provocar una fractura superficial de més de 340 km.[31]
- Falla del Contrafort de l'Himàlaia, al continent asiàtic (Índia i Pakistan). Els terratrèmols a l'Himàlaia i les zones que envolten la serralada resulten de la col·lisió de l'Índia amb Euràsia en una àrea de 2.000 a 3.000 km de convergència que progressa de 55 a 60 mm/any des del Cretaci superior.[32]
- Falla del Nord d'Anatòlia, a la península d'Anatòlia (Turquia). El bloc d'Anatòlia es desplaça cap a l'oest, empès alhora per la col·lisió entre la placa d'Aràbia i Euràsia a una velocitat de 22 mm/any.[33]
- Rift de l'âfrica Oriental, que recorre de nord a sud la banda est del continent entre la Mar Morta i Limpopo travessant diferents països.
- Fossa o rasa del Japó, a la costa est de l'arxipèlag (Japó). En una zona de subducció on la placa del Pacífic, que té una edat de 130 a 140 Ma subdueix sota la placa d'Okhotsk a una velocitat de 90 mm/any. A la zona s'hi han produït molts terratrèmols de gran magnitud ocorreguts a profunditats entre 20 i 50 Km.[34]
- Falla Alpine, a l'illa de Nova Zelanda, pròxima a Wellington. La falla constitueix un risc sísmic a Nova Zelanda. Quan la falla es mou pot produir terratrèmols d'una magnitud aproximada a 8,0. El moviment horitzontal s'estima en 30 mm/any. El seu trencament, amb moviment vestical i hortzontal alhora, ha fet que s'enlairessin els Alps del Sud en el procés geològic. L'elevació ha portat roques de la falla a la superficie que han pogut ser datades i estudiades pels geòlegs.[35]
- Rasa de Tonga a l'oceà Pacífic, a l'est de les Illes Fiji. Aquesta zona terrestre integra un sistema de falles i límit de plaques que conformen una zona de subducció entre plaques convergents. La placa del Pacífic subdueix a l'oest sota la placa d'Austràlia originant la rasa de Tonga. Recentment s'hi han produït terratremols de magnitud aproximada a 7,0.[36][37]

## Noms relacionats
- Bretxa de falla: Conjunt de materials petris, consolidats per un ciment o no, que rebleixen l'espai existent entre els blocs d'una falla i que procedeixen de la fricció i la fragmentació dels blocs.